# IPX/SPX
IPX/SPX (del inglés Internetwork Packet Exchange/Sequenced Packet Exchange), Protocolo Novell o simplemente IPX es una familia de protocolos de red desarrollados por Novell y utilizados por su sistema operativo de red NetWare.

## Orígenes
Creados a principios de 1983, derivan de la familia de protocolos Xerox Network Services (XNS) de Xerox y fueron diseñados para eliminar la necesidad de enumerar los nodos individuales de una red. En un principio fueron propietarios, aunque más adelante se han implementado en otros sistemas operativos (como por ejemplo el NWLink en el caso de Windows).
Ha sobrevivido durante aproximadamente 15 años ya que actualmente está en desuso desde que el boom de Internet hizo a TCP/IP casi universal. Una de las diversas razones de su desuso es que como los ordenadores y las redes actuales pueden utilizar múltiples protocolos de red, casi todos los sitios con IPX usarán también TCP/IP para permitir la conectividad con Internet.
En versiones recientes del NetWare (a partir de la 5) ya se ha reemplazado al IPX por el TCP/IP, aunque sigue siendo posible su uso. En la actualidad su uso se ha reducido únicamente a juegos en red antiguos.